# Contea di Qira
La contea di Qira (策勒县S) è una contea della Cina, situata nella regione autonoma di Xinjiang e amministrata dalla prefettura di Hotan.